# Stuart Gillard
Pour les articles homonymes, voir Gillard.
Stuart Gillard est un réalisateur, scénariste, acteur et producteur canadien né le 28 avril 1950 à Coronation (Alberta).

## Filmographie sélective

### En tant que réalisateur

#### Cinéma
- 1982 : Paradis (Paradise) - également scénariste
- 1993 : Les Tortues Ninja 3 (Teenage Mutant Ninja Turtles III) - également scénariste
- 1997 : RocketMan
- 2008 : Wargames 2  (War Games : The Dead Code) - sorti directement en vidéo
- 2008 : La Passion de la glace (The Cutting Edge)

#### Télévision
- 1984 : Le Duel des héros (Draw !)
- 1998 : Créature (mini-série)
- 2002-2006 : Charmed :
  - 2002 : épisode 5-7, La Peur au ventre (Sympathy for the Demon)
  - 2003 : épisode 5-15, La Relève (The Day the Magic Died)
  - 2003 : épisode 6-5, Vengeance d'outre-tombe (Love's a Witch)
  - 2005 : épisode 7-14, Un prof d'enfer (Carpe Demon)
  - 2006 : épisode 8-16, La Bague au doigt (Engaged and Confused)
- 2004 : Le Triomphe de Jace
- 2005 : Des amours de sœurcières (Twitches)
- 2006 : Les Frères Scott (One Tree Hill) :
  - épisode 3-12, Des rêves plein la tête (I've Got Dreams to Remember)
  - épisode 4-5, Faux frères (I Love You But I've Chosen Darkness)
- 2006 : L'Initiation de Sarah (The Initiation of Sarah)
- 2007 : Des amours de sœurcières 2 (Twitches Too)
- 2009 : Un costume pour deux
- 2010 : Avalon High : Un amour légendaire
- 2012 : Skylar Lewis : Chasseuse de monstres (Girl vs. Monster)

### En tant qu'acteur

#### Cinéma
- 1973 : Odyssée sous la mer (The Neptune Factor) : Phil Bradley
- 1980 : Virus : Dr Ed Meyer

#### Télévision
- 1973 : L'Assassin du métro (She Cried Murder) : Dave Sinclair
- 1974 : Excuse my French  : Peter Hutchins